# Klučení
Klučení je odstraňování pařezů, a to buď ručně, v dřívějších dobách sekerou, pilou a potahem (koňským, volským aj.), nebo v dnešní době mechanizovaně (traktor, bagr, dozer aj.). Klučení bylo jedním ze způsobů získávání zemědělské půdy z pralesa. Hospodaření na ní se nazývá kopaničářství. Klučení se hojně využívalo především v období tzv. velké kolonizace.
Mýcení lesa (těžba dříví, těžba lesa) a klučení jsou různé činnosti. Mýcení je kácení kmenů stromů sekerou-bradaticí. Pařez je ponecháván. Klučení je odstraňování pařezů za účelem získání paliva, volné plochy nebo obojího.
Ke stejnému účelu se užívalo též žďáření. Takto získaná půda se někdy nazývala podle místního nářečí kopaninou. Podle způsobu získání zemědělské půdy se dodnes jmenují některé vesnice a města. Např. Paseky, Oseky, Lazy, Světlá nad Sázavou, Mýto, Kopanina, Kluky, Česká Třebová a podobně.
Vymýcený kus lesa se překopal motykou, které se někde říkalo též klučovnica. Druhý rok na jaře se pozemek osel a uvláčel branami, taženými povětšinou člověkem. Tomuto způsobu využívání lesní půdy pro zemědělské účely se říká polaření. Zpravidla probíhalo 3–5 let a pěstovaly se plodiny, jako byly brambory, kukuřice, oves a další. Produkce takovýchto pozemků byla zpravidla vyšší než na zemědělské půdě.
Vyklučené místo se nazývalo Klučina, Klučov nebo Klučenice, odtud byly odvozeny názvy pozdějších obcí.